# Yaomiao
Yaomiao (kinesiska: 尧庙, 尧庙镇) är en köping i Kina. Den ligger i provinsen Shanxi, i den norra delen av landet, omkring 220 kilometer sydväst om provinshuvudstaden Taiyuan. Antalet invånare är 37 017. Befolkningen består av 18 227 kvinnor och 18 790 män. Barn under 15 år utgör 17,0 %, vuxna 15-64 år 77 %, och äldre över 65 år 4,0 %.
Genomsnittlig årsnederbörd är 674 millimeter. Den regnigaste månaden är juli, med i genomsnitt 218 mm nederbörd, och den torraste är december, med 3 mm nederbörd.